# Syrphocheilosia
Syrphocheilosia là một chi ruồi trong họ Syrphidae.